# Higher Bockhampton
Higher Bockhampton is een klein dorpje nabij Dorchester in Engeland. Het plaatsje geniet vooral bekendheid als geboorte- en sterfplaats van de Engelse schrijver Thomas Hardy.

## Geboren
- Thomas Hardy (1840-1928), schrijver